# Makino Furaisu Seisakujo
Die K.K. Makino Furaisu Seisakujo (jap. 株式会社牧野フライス製作所, Kabushiki-gaisha ~, dt. „Fräsen-Produktionswerk Makino“, engl. Makino Milling Machine Co., Ltd.) ist ein japanischer Hersteller von Werkzeugmaschinen für die Teilefertigung sowie für den Werkzeug- und Formenbau mit einer Vielzahl an Anwendungen für die Bereiche Luft- und Raumfahrt, Automobilindustrie, Bau- und Landmaschinen, Industriekomponenten und Mikrotechnologie.

## Geschichte
Gegründet wurde das Unternehmen im Mai 1937 von Tsunezō Makino (牧野常造) als Makino Shōten Seisakubu (牧野商店製作部, „Produktionsabteilung, Geschäft Makino“) zur Herstellung von Fräsmaschinen und im März 1942 in Makino Kata Furaisu Seisakujo (牧野堅フライス製作所, „Vertikalfräsen-Werk Makino“, engl. Makino Vertical Milling Machine) umfirmiert. Mai 1951 erfolgte die Organisation als Aktiengesellschaft und April 1961 die Umbenennung in den heutigen Namen. 1958 wurde Japans erste NC-Fräsmaschine hergestellt.
1978 erfolgte eine Kapitalbeteiligung an der deutschen Heidenreich und Harbeck GmbH und die Eröffnung einer Produktion dort. Im Jahre 2000 wurde ein zweiter deutscher Standort in Kirchheim unter Teck gegründet. Die Europazentrale von Makino Europe GmbH befindet sich in Kirchheim unter Teck mit P. Anders Ingemarsson als Präsident und CEO.
1967 wurde die Produktionsstätte Atsugi errichtet, die sich jedoch nicht in Atsugi, sondern im benachbarten Aikawa befindet. Seit 1987 wird zudem in Katsuyama (eingemeindet nach Fujikawaguchiko) produziert. Eine weitere Produktionsstätte befindet sich in Singapur.

## Niederlassungen
- Asien: Japan, Indien, Singapur, Thailand, VR China, Südkorea
- Europa: Hamburg (Europazentrale), Kirchheim unter Teck, Villepinte, Stara Iwiczna/Piaseczno, Cornegliano/Truccazzano, Bratislava
- USA: Mason, Auburn Hills, Waukesha, Elgin, Fountain Valley

## Produkte
- Horizontale Bearbeitungszentren (HMC)
- Vertikale Bearbeitungszentren (VMC)
- Senkerodiermaschinen (SEDM)
- Drahterodiermaschinen (WEDM)
- Schleifmaschinen

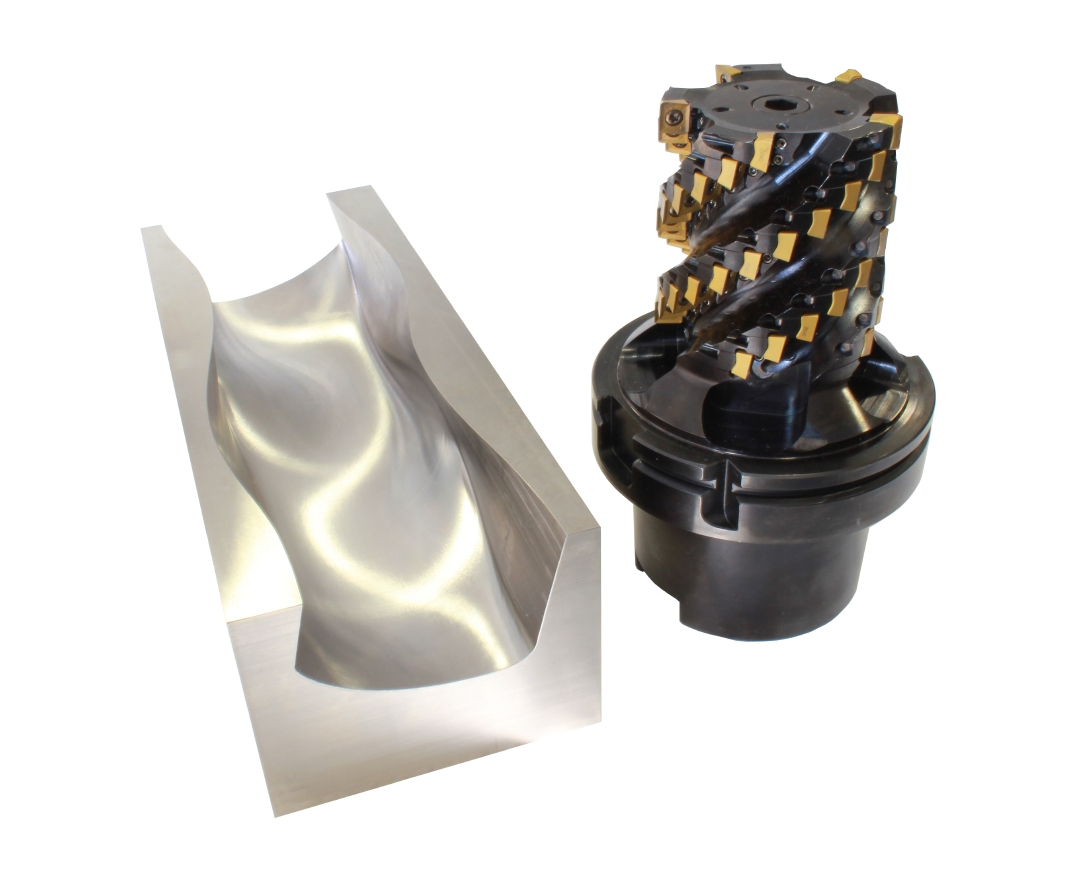
Werkstücke aus Titan für den Bereich Luft- und Raumfahrt
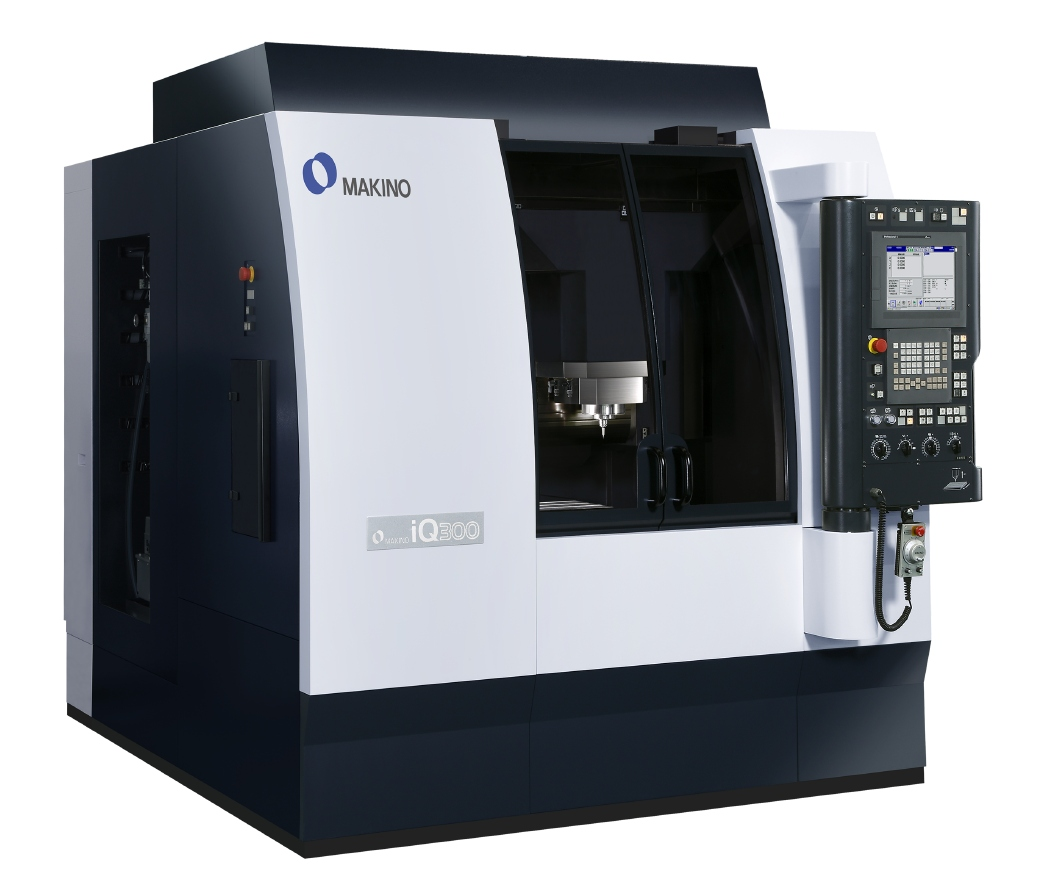
Bearbeitungszentrum der Makino Baureihe iQ300
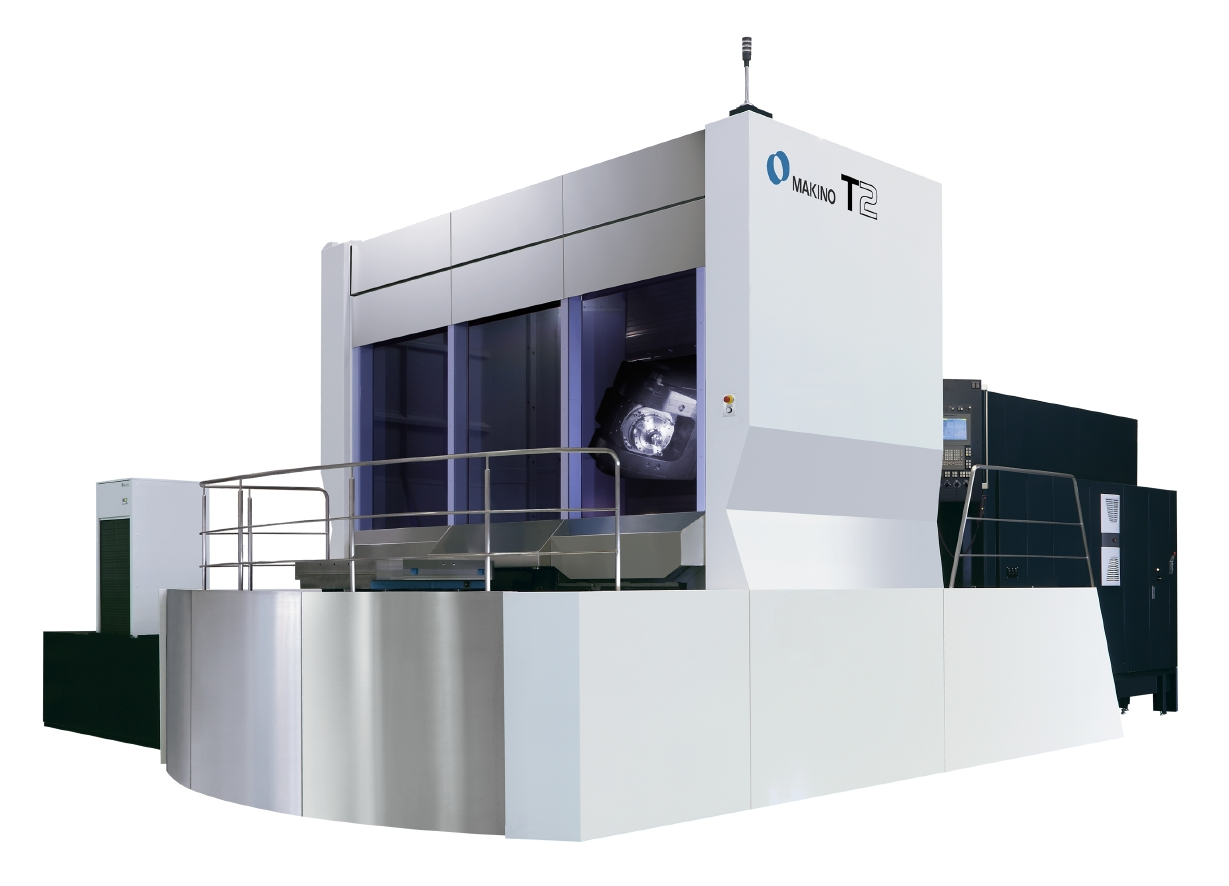
Bearbeitungszentrum der Makino Baureihe T2